# 평산초등학교 (울산)
평산초등학교는 대한민국 울산광역시 중구에 있는 초등학교다.

## 학교 연혁
- 1986. 12. 01 평산국민학교 개교
- 1994. 03. 01 병설유치원 개원
- 1996. 03. 01 평산초등학교로 교명 변경
- 2007. 03. 01 울산광역시교육청 지정 환경교육 시범학교
- 2007. 12. 31 교육과학기술부 전국 100대 교육과정 우수학교 선정
- 2008. 03. 01 울산광역시교육청지정 교원능력개발평가 시범학교
- 2008. 12. 29 학교평가 우수학교 선정
- 2009. 02. 21 평산관(다목적 강당·체육관) 개관
- 2009. 07. 13 거점영어교육센터 개관
- 2012. 05. 04 전국 모델학교숲 선정
- 2013. 11. 29 CO₂온실가스감축 우수사업장 선정(환경부·한국환경산업기술원)
- 2014. 02. 20 제27회 졸업식(졸업생 96명, 누계 6,313명)
- 2014. 03. 01 18학급 편성(특수학급 1학급 포함)
- 2014. 09. 01 제12대 한남영 교장 부임